# Aspasmodes
Aspasmodes is een monotypisch geslacht van straalvinnige vissen uit de familie van schildvissen (Gobiesocidae). Het geslacht is voor het eerst wetenschappelijk beschreven in 1957 door Smith.

## Soort
- Aspasmodes briggsi Smith, 1957